# Ignatius Frederick Horstmann

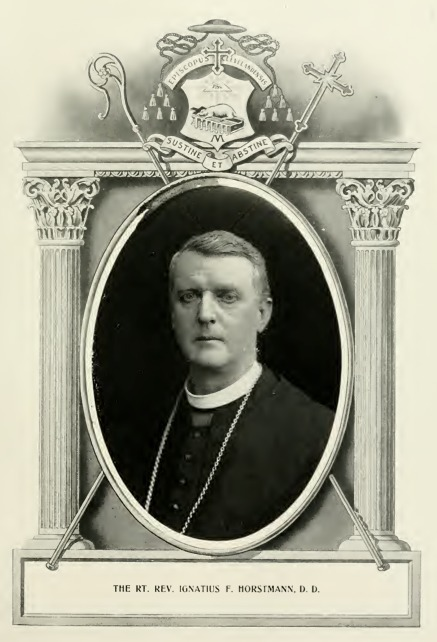
Ignatius Frederick Horstmann

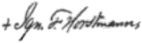
Unterschrift von Ignatius Frederick Horstmann

Ignatius Frederick Horstmann, auch John Frederick Ignatius Horstmann (* 16. Dezember 1840 in Philadelphia; † 13. Mai 1908 in Canton, Ohio), war ein US-amerikanischer Geistlicher und römisch-katholischer Bischof von Cleveland.

## Leben
Ignatius Frederick Horstmann besuchte die Central High School und das St. Joseph’s College in Philadelphia. Danach studierte er Philosophie und Katholische Theologie zunächst am St. Charles Borromeo Seminary in Wynnewood und ab 1860 in Rom als Alumne des Päpstlichen Nordamerika-Kollegs. Er empfing am 10. Juni 1865 in Rom durch den Sekretär des Heiligen Offiziums, Costantino Patrizi Naro, das Sakrament der Priesterweihe für das Bistum Philadelphia. 1866 wurde Horstmann in Rom zum Doktor der Theologie promoviert.
Nach der Rückkehr in seine Heimat lehrte Ignatius Frederick Horstmann Philosophie, Deutsch und Hebräisch am St. Charles Borromeo Seminary in Wynnewood, bevor er 1877 Pfarrer der Pfarrei St. Mary in Philadelphia wurde. Ab 1885 war Horstmann als Diözesankanzler des Erzbistums Philadelphia tätig. Daneben war er Mitherausgeber der American Catholic Quarterly Review und Präsident der American Catholic Historical Society.
Am 14. Dezember 1891 ernannte ihn Papst Leo XIII. zum Bischof von Cleveland. Der Erzbischof von Cincinnati, William Henry Elder, spendete ihm am 25. Februar 1892 in der Kathedralbasilika St. Peter und Paul in Philadelphia die Bischofsweihe; Mitkonsekratoren waren der Bischof von Scranton, William O’Hara, und der Bischof von Vincennes, Francis Silas Marean Chatard. Ignatius Frederick Horstmann wählte den Wahlspruch Sustine et abstine („Ertrage und enthalte dich“). In seiner Amtszeit gründete Horstmann die Loyola High School in Cleveland, das St. John’s College in Toledo sowie das St. Anthony Home for Working Boys und das nach seiner Mutter benannte Catherine Horstmann Home. Ferner war er Trustee der Katholischen Universität von Amerika.